# アントニ・カンピンズ
アントニ・カンピンズ（スペイン語: Antonio Campins Chaler、1949年 - ）は、スペインの杜氏。スペイン国内で初めて清酒（SAKE）の醸造を始めた。
醸造している清酒「絹の雫」についても、本項で併せて説明する。

## 概要

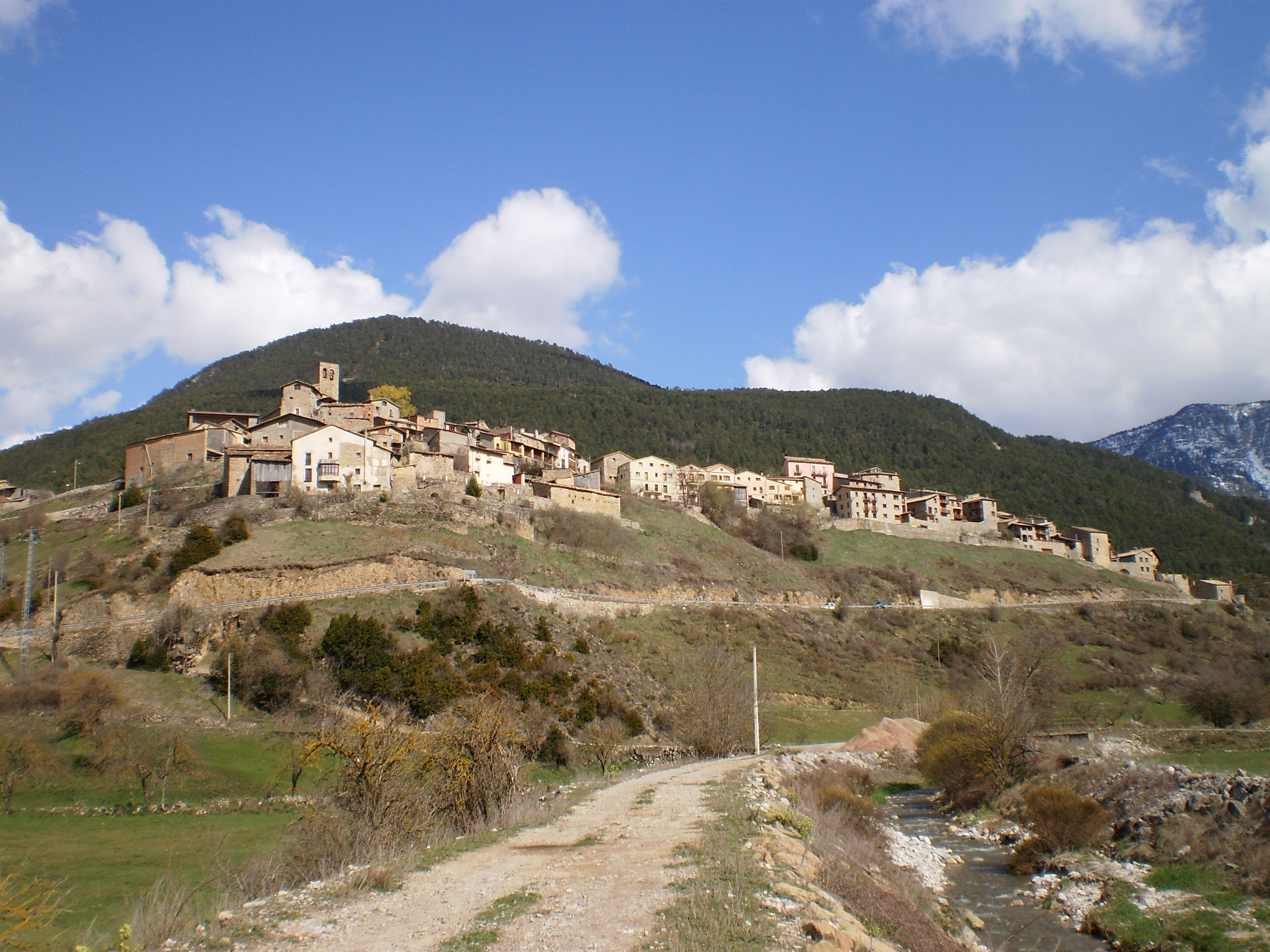
トゥイシェント村

スペイン・カタルーニャ州アル・ウルジェイ郡トゥイシェント村は、標高1200メートルの地にあり、冬になるとピレネー山脈からの冷たい風が吹き、積雪も0.5メートルから1.5メートルほどある。冬の日中気温は摂氏0度前後だが夜間はマイナス10度ほどにまで下がる寒暖差の激しい地域であるが、この環境は日本酒の寒造りに理想的であるため、カンピンズは酒造りの期間中はバルセロナからトゥイシェントに移って酒造りを行っている。
17世紀に建てられたという村の礼拝堂（役場、牢屋、パン屋として使われたこともある）を改造して酒蔵としており、入口にはバルセロナの花屋で特注した杉玉も下げられている。

## 経歴
1949年、バルセロナに生まれる。
14歳のときに日本人女性と文通を始めたことで、日本に興味を抱くようになる。
1980年代には、エル・ブジでも使われるようになった箸から着想を得た料理用ピンセットなどを扱う業務用調理器具の会社で成功を収める。
ある時、中華料理店で食後酒として提供されたSAKEを飲んだが、それは劣悪なリキュールだった、アンドラの免税店で輸入された日本酒を見つけて購入し、冷酒と燗酒の両方を試し、味に魅了されることになる。
またある時、マドリードの日本料理店で日本酒を注文したカンピンズだったが、提供されてきたものは蒸留酒だった。カンピンズは抗議するも、当時のスペインでは日本食レストランのスタッフですら日本酒についての知識はなく、抗議は受け入れられなかった。おかしいと思ったカンピンズは日本酒について調べてみたが、スペイン語での情報はまったく見つからなかった。それなら、自分で日本酒の本を執筆しようと考え、アメリカ人の日本酒伝道師として知られるジョン・ゴントナーや日本の酒蔵と連絡を取って、知識を深めていった。4年をかけて、2009年にスペイン語で日本酒の魅力を紹介する初めての本『Sake : la seda líquida』を上梓する。「La Seda Liquida（絹の液体）」は、カンピンズがドイツで初めてにごり酒に出会ったときに、グラスの中で白い滓が絹織物のように光の筋を描いて舞っているのを見たときの感想でもある。
このころ、日本の大手酒造メーカーがスペインで日本酒を販売する意向があるため、スペイン側の公式コーディネーターになってほしい旨を大使館から受けたカンピンズは、販売促進のヒントを求めて、酒造メーカーの担当者らと国際的にも有名なスペインワインやカヴァの大手メーカーなどを巡るが、ヨーロッパでは酒類の広告費用が高額であることと、広告による宣伝はスペインの一般消費者に日本酒を訴求できないと判断。それではと、「スペイン人がスペインで日本酒を造り、ミシュラン星付きレストランで認められたら、メディアに取り上げられるし、一般消費者も日本酒を飲んでみようと思う」ことを酒造メーカーに提案。酒造りの費用はすべてカンピンズ自身で捻出するので、日本酒造りの指導を酒造メーカーに依頼した。そして、自分の著書名でもある『La Seda Liquida（絹の雫）』を銘柄名に採用し、自らの事業を売却して酒造りに専念することにした。
トゥイシェント村を選んだのは、もともとカンピンズ自身がセカンドハウスとして村に家を購入していたことに加え、上述のように日本酒造りに適した気候条件であることと、良質の仕込み水が湧き出ていたことが理由だった。一般的にヨーロッパの水は硬質な水が多いが、トゥイシェント村の雪解け水は酒質に悪影響を与える鉄分やマンガンの含有量が少ない代わりに、発酵を助けるカルシウムやマグネシウムなどが理想的に含まれた中硬水であり、日本の灘五郷の宮水と同じくらいの硬度だったのである。

## 絹の雫
絹の雫（きぬのしずく、スペイン語: SEDA LÍQUIDA）は、アントニ・カンピンズが醸造している清酒の銘柄。槽搾りの手作りで製造されている。
仕込みには日本から空輸された50パーセント精米の山田錦と、同じ精米歩合の山田錦を使った乾燥麹を使用しており、以下の3種類を作っている。
- 純米にごり酒 「GRAND CRU」
- 無濾過生原酒「NUVOL」
- 特別純米酒「KRISTALL」

2015年に醸造が始まり、初年度の生産量は1500リットルで、以降の生産量は順調に増えている。カンピオンズ以外にも季節労働者4人で作業を行っている。
創業3年にして、ムガリッツ、アル・サリェー・ダ・カン・ロカといった著名なレストランやワインショップなど50ほどの取引先を抱えている。なお、アル・サリェー・ダ・カン・ロカへは料理用の酒粕も納品している。

## 著作
- Antonio Campins Chaler (2009) (スペイン語). Sake : la seda líquida. Editorial Zendrera Zariquiey, S.A.. ISBN 978-8484183846